# Jakubowice (powiat głubczycki)
Jakubowice (cz. Jakubovice, niem. Jakubowitz) – wieś w Polsce położona w województwie opolskim, w powiecie głubczyckim, w gminie Branice, przy granicy z Czechami.
Leży na terenie Nadleśnictwa Prudnik (obręb Prudnik).

## Nazwa
Nazwa Jakubowice pochodzi od imienia męskiego Jakub. Po raz pierwszy została wymieniona w 1377 roku w brzmieniu Jacubowicz. Jacubzowicz oraz Jakubicz, a w 1459 Jacubschowitz.

## Historia
Historycznie miejscowość leży na tzw. polskich Morawach, czyli na obszarze dawnej diecezji ołomunieckiej. Po raz pierwszy wzmiankowane zostały w 1377 roku, kiedy to podzielono księstwo raciborsko-opawskie pomiędzy synów Mikołaja II. Już wówczas dzieliła się na dwie części, wokół dwóch folwarków. Około roku 1600 górna część należała do niejakiego Georga von Drahotus, zaś dolna do Dytricha von Kysnberg. W roku 1621 górną część przejął Hrabia von Lichtenstein, a dolną jego kapitan von Matuszka. Od roku 1658-1725 górną część posiadał Hrabia von Hennberg, zaś dolną od roku 1642 posiadał Kaspral von Franzen. W roku 1727 na głowę miejscowości wybrany został Johnn Rudolf Hrabia von Gasehn, który swój majątek zostawił w spadku swoim córce Marii Gabrieli Popowskiej Poppen. Wyszła ona za mąż za szlachcica Skrbeńskyego-Gotschdorfa. W 1773 właścicielem obu majątków był niejaki de Brix, jednak z powodu zadłużenia był pod zarządem gromady Jakubowice. Częściowo też sprzedano majątek do sąsiednich wiosek.
Po wojnach śląskich znalazła się w granicach Prus i powiatu głubczyckiego. W roku 1690 wybudowano drewnianą kaplicę, zwaną zamkową. W latach 1886–1888 wybudowano kościół w stylu gotyckim, początkowo filialny parafii w Nasiedlu, później własną. Pierwszą szkołę wybudowano w 1826. Szosa powstała w 1897, a droga przez wioskę została w 1894 r. wybrukowana. Telefon został zainstalowany w 1907 roku. Była zamieszkała przez tzw. Morawców. W 1910 77% mieszkańców posługiwało się czeskimi gwarami laskimi. W granicach Polski od końca II wojny światowej. Po drugiej wojnie światowej Morawców uznano za ludność polską i pozwolono im pozostać. Po 1956 nastąpiła fala emigracji do Niemiec.
W latach 1975–1998 miejscowość należała administracyjnie do województwa opolskiego.